# 한국지속농업산학연구회
한국지속농업산학연구회는 지속농업을 개발 ·연구하여 미래의 유익한 농업생산기술로 발전시키고자 함 목적으로 1996년 10월 28일 설립된 대한민국 농림수산식품부 소관의 사단법인이다. 사무실은 경상남도 진주시 가좌동 900, 경상대학교 농업생명과학대학 내에 있다.

## 주요 사업
- 무경운, 피복작물재배의 잡초발생억제 효과구명
- 유기물피복 무경운 직파기 개발 및 시연회
- 유기물피복과 윤작체계개선에 의한 농업인 소득의 지속성 증진대책 연구
- 농림부 친환경농업 농민교육
- 앵미 발생 관련 학술대회 개최
- 친환경농업교육매체개발과 보급
- 유기농업선진지 농업인 단기 방문 계획

## 회원 자격
- 회원은 본회의 취지에 찬동하는 자로서 지속농업 기술개발에 참여하여 본회의 연구사업에 동참할 수 있는 자로 한다.